# Штявниця (притока Іпеля)
Штявниця (словац. Štiavnica) — річка в Словаччині, права притока Іпеля, протікає в округах Банська Штявниця, Крупіна і Левиці.
Довжина — 54.6 км; площа водозбору 441 км².
Витікає з масиву Штявницькі гори на висоті 230 метрів при місті Банська Штявниця. Впадають Белуйський потік і Веперець.
Впадає в Іпель біля села Тупа.